# آرانتا پارا سانتونخا
آرانتا پارا سانتونخا (اسپانیایی: Arantxa Parra Santonja‎؛ زادهٔ ۹ نوامبر ۱۹۸۲) یک تنیس‌باز اهل اسپانیا است.